# Hemicordulia tau
Hemicordulia tau, ook wel Tau-smaragd genoemd, is een libellensoort uit de familie van de glanslibellen (Corduliidae), onderorde echte libellen (Anisoptera).
De wetenschappelijke naam van de soort is voor het eerst geldig gepubliceerd in 1871 door Selys.

## Beschrijving

### Larven
De tijdsduur die elk larvaal stadium van H. tau nodig heeft, kan afnemen naarmate de temperatuur van het water dat het bewoont toeneemt. Het is in staat om zijn levenscyclus van ei tot volwassene in minder dan 6 weken te voltooien. Nimfen bereiken een totale lengte van 22-24 mm. Er zijn geen mid-dorsale abdominale stekels aanwezig in tegenstelling tot andere hemicordoulie, maar bulten kunnen aanwezig zijn op segmenten 4-9 en de laterale stekels zijn erg klein. De nimfen hebben een pollepelvormig labium met prementale en palpale setae, en goed ontwikkelde palpale deuken met groepen setae. Het prementum heeft een duidelijke ventro-basale middellijn/groef. Een analyse van de hoofdbreedtefrequenties van monsters uit lake Eucumbene suggereert dat er ten minste 9 instars zijn in de levensgeschiedenis van H. tau, maar het is bekend dat het aantal larvale instars varieert tussen en binnen Odonata-soorten.

### Volwassen
De tau-smaragd is een middelgrote, zwarte en gele libel met lange poten, met een lichaamslengte van ongeveer 50 mm. iets wat uniek is voor libellen- en meivliegsoorten, heeft de H. tau vliegspieren die direct aan de vleugels zijn bevestigd, en bij zowel de mannetjes als de vrouwtjes is de binnenboordrand van de achtervleugel afgerond. Het 7e abdominale tergum is uitgebreid zwart van boven en geelachtig aan de zijkanten. De bovenkant van de frons zijn geel met een donkere T-markering. De soort vertoont een lineair verband tussen hoofdbreedte en lichaamslengte. Bijna het hele hoofd van de libel is oog, waardoor een ongelooflijk zicht mogelijk is dat bijna elke hoek omvat, behalve vlak achter hen. H. tau heeft een bijzonder groot en goed ontwikkeld samengesteld oog met twee hoofdgebieden, het dorsale oog en het ventrale oog. Het dorsale oog is voornamelijk gevoelig voor licht met een korte golflengte, terwijl het ventrale oog 3 of meer spectrale soorten fotoreceptoren heeft.